# 육군훈련소

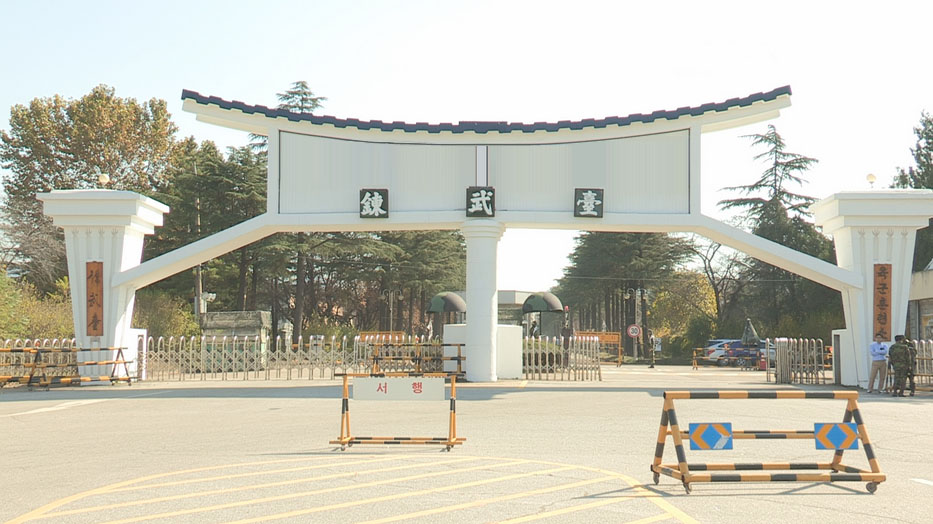
육군훈련소 (연무대) 정문

육군훈련소(陸軍訓練所, 영어: Korea Army Training Center, KATC)는 충청남도 논산시 연무읍 죽평리에 있는 대한민국 육군의 신병 훈련소로, 대한민국 국군에서 전군 최대 규모의 군사 교육 훈련부대이다. 흔히 논산 훈련소 또는 연무대로도 잘 알려져 있다. '무예를 닦는다' 는 의미로 '연무대(鍊武臺)' 라고도 불리며, 연무대는 이승만 대통령이 부대 창설 당시 지은 이름이다. 소재지인 연무읍은 여기서 유래됐다.

## 개요
한국 전쟁 당시에는 제1훈련소부터 제7훈련소까지 존재하였다. 낙동강 전선 당시에는 전선에 투입시키는데 2주가량 걸렸다.
제1훈련소는 제주도 서귀포시 모슬포(摹瑟浦)에, 제3훈련소는 경상남도 거제에 있었다.
이 제1훈련소의 개념은 육군의 모든 신병 기초 군사 교육을 제1훈련소가 맡고, 이후 병과 교육은 각 학교별로 분담하는 것이다. 하지만 이 이상적인 계획은 2022년 현재에도 시행되지 못하고 있다. 그 때야 사단별 신병교육대대의 기능을 육군훈련소가 모두 전담되기 때문에, 7개 교육 연대로 편성되고 있다. 그러나 모든 신병을 육군훈련소가 배정하기엔 한계가 있어서 입영 장소가 전국 각 지역 사단 신병교육대로 전환되는 수준(일명 신병직접입영)에 그치게 된다.

## 지휘관
육군훈련소장 자리는 소장급 보직으로서 전역을 앞두거나 중장 진급에 실패한 소장들이 거의 마지막으로 취임하게 되는 자리이기 때문에 통상 전역대기직으로 평가되고 있다. 주로 사단장에서 보직해임 당하거나 여군 소장이 보직된다. 여군 장성급 장교의 경우 아직까지 소장급 사단장에 보직된 적이 없다.

## 역사
지금의 육군훈련소는 1951년 11월 1일에 제2훈련소로서 창설되었다. 초대 대통령 이승만은 제2훈련소의 창설을 기념하여 연무대(鍊武臺)를 휘호로 부여하였다.
한국 전쟁 후에는 제1,2훈련소를 제외한 모든 훈련소가 폐쇄되었다.
1953년 11월 18일, 제2훈련소에서 제28보병사단이 창설되었다.
1956년 1월 1일, 제1훈련소를 병합하였다.
1999년 2월 1일, 육군훈련소로 개칭되었다.
2011년 1월 1일, "육군 일반명령 제 10-201호"에 의거하여 육군논산병원이 육군훈련소지구병원으로 재편성되었다.
2012년 3월 1일, 입소대대와 특기분류심사대가 입영심사대로, 군수지원대대가 해체되어, 예하부대인 보급, 수송, 정비근무대가 직할대가 되었다.
2013년 3월 1일 "육군 일반명령 제 12-318호"에 따라 "그린캠프교육대"가 창설되었다.
2014년 4월 1일, 교육지원대대가 교육지원대로 개편되었다.
2016년 3월 1일, "육군 일반명령 제16-82호"에 따라 "병역심사관리대"가 창설되었다.
2017년 6월 1일, "육군 일반명령 제17-245호"에 따라 통신근무대가 정보통신대로 개명되었다.

## 사건 및 사고

### 육군훈련소 인분 사건
2005년 1월 10일 육군훈련소 29신병교육연대 11중대장 이경진 대위(학사 35기)가 훈련병의 용변 뒤처리 미흡을 문제삼아 중대장 소속 192명의 훈련병 전원에게 대변을 손가락에 묻혀 2회에 걸쳐 5초간 입을 벌린 상태에서 입에 넣었다 빼도록 하였다. 이는 사건 발생 후 10일이 지나서야 피해 훈련병의 고발로 외부에 사실이 알려졌다. 이에 대해 군 소식지인 국방일보는 사건이 외부에 공개된 20일로부터 4일이 지난 24일에야 특별기고에서 언급했을 뿐이다. 이런 현상에 대해 군의 폐쇄성과 자기 식구 감싸기 행동이라는 비판이 있다 특히 제보자의 편지 내용에는 언론에 널리 알려달라는 내용이 있었지만 사건을 취재한 MBC 사회부 백승규 기자는 "훈련소에서 일부 사실을 확인해준 정훈참모의 말을 들은 뒤 얼마 안돼 육군훈련소장이 나와 '보도하지 않았으면 한다. 그게 애국이다. 군이 많이 힘들어질 수 있다'고 부탁했다"며 "그러나 오히려 알리는 게 애국이라고 설득하고 보도하게 된 것"이라고 밝혔다.
2005년 2월 3일 대한민국 육군본부는 육군훈련소 인분 사건의 특감 결과를 발표하고, 이 사건의 책임을 물어 허평환 소장은 육군참모총장령으로 경고하고, 신병교육연대장(대령)과 교육대장(소령), 지원과장(대위), 교육과장(대위), 분대장(병장), 교관(중위) 등 14명을 각각 징계위에 회부했다고 밝혔다. 또한 사고 발생을 사전에 인지하지 못한 훈련소 헌병대 파견대장(중령)과 수사관(준위)은 모두 교체하기로 했다. 하지만 이에 대해 가혹행위 가해자인 중대장(대위)보다 하위 계급인 분대장(병장)을 징계한 건, 하위 계급자의 반대가 항명으로 받아들여지는 군대 내부 사정을 고려할 경우, 가혹한 징계에 그치고 있다는 의문이 제기되었다. 이 사건을 계기로, 화장실이 화변기에서 양변기로 바뀌고 비데가 설치되었다.

## 부대

### 직할부대
- 본부근무대
- 보급근무대
- 수송근무대
- 정비근무대
- 통신근무대
- 교육지원대
- 그린캠프교육대 : 2013년 3월 1일 ~ 현재
- 병역심사관리대 : 2016년 3월 1일 ~ 현재
- 영선대
- 입영심사대 : 2012년 3월 1일 ~ 현재
- 군사경찰대 : 2023년 2월 8일 창설
- 육군훈련소지구병원

### 신병교육연대
- 제23신병교육연대
- 제25신병교육연대
- 제26신병교육연대
- 제27신병교육연대
- 제28신병교육연대
- 제29신병교육연대
- 제30신병교육연대

### 해체된 부대
- 제21신병교육연대 : 1960년 1월 8일 해체
- 제22신병교육연대 : 1960년 2월 1일 해체
- 입소대대 : 2012년 3월 입영심사대로 통합
- 특기분류심사대 : 2012년 3월 입영심사대로 통합

## 교육 과정
육군훈련소는 기초군사훈련으로써 현역에게 5주 간 훈련을 실시한다. 단, 보충역(사회복무요원, 산업기능요원, 전문연구요원)은 3주간 교육을 실시한다.
특정 주특기에 대해 공용화기병(박격포, 무반동포, K4 유탄기관총)에 대한 1 ~ 2주간의 특기교육과, 신병교육을 담당하는 분대장에 대한 2주 간의 후반기교육도 담당하고 있다.

## 입영신체검사
병무청에서의 병역판정검사 이후 기초군사교육을 받으러 훈련소에 입소하여도 다시 한번 신체검사를 받는다. 그러나 이 때 불합격 판정을 받을 경우 역종 변경을 하지 않고, 단지 귀가 조치를 내릴 뿐이다.
보충역의 경우는 자신이 아프다고 생각할 경우 희망자에 한하여 당 시점에서 3주 간의 기초군사교육을 받을 수 있는지만 검사한다.
2009년부터 입영신체검사에서 신장 및 체중으로 인한 귀가항목이 사라졌다. 그로인해 1~3급 현역에 해당하는 자가 입영신체검사에서 4급 보충역에 해당하는 신장과 체중을 가지더라도 귀가조치가 취해지지 않고 따로 "건강소대"로 편성되어 집중훈련을 받는다.

## 군사특기 부여
군사특기는 전투병과(보병, 기갑 등), 전투지원병과(포병, 통신, 공병, 헌병, 화생방 등) 그리고 전투근무지원병과(인사행정(구 부관), 정훈, 군수(병참, 병기, 수송 통합), 군악, 재정(구 경리), 의무, 군종, 법무) 총 234개 특기가 있다. 개인의 자력(연령, 학력 및 학과), 면허증, 자격증과 징병검사 등급을 고려하여 전산으로 특기를 분류한다.

## 시설

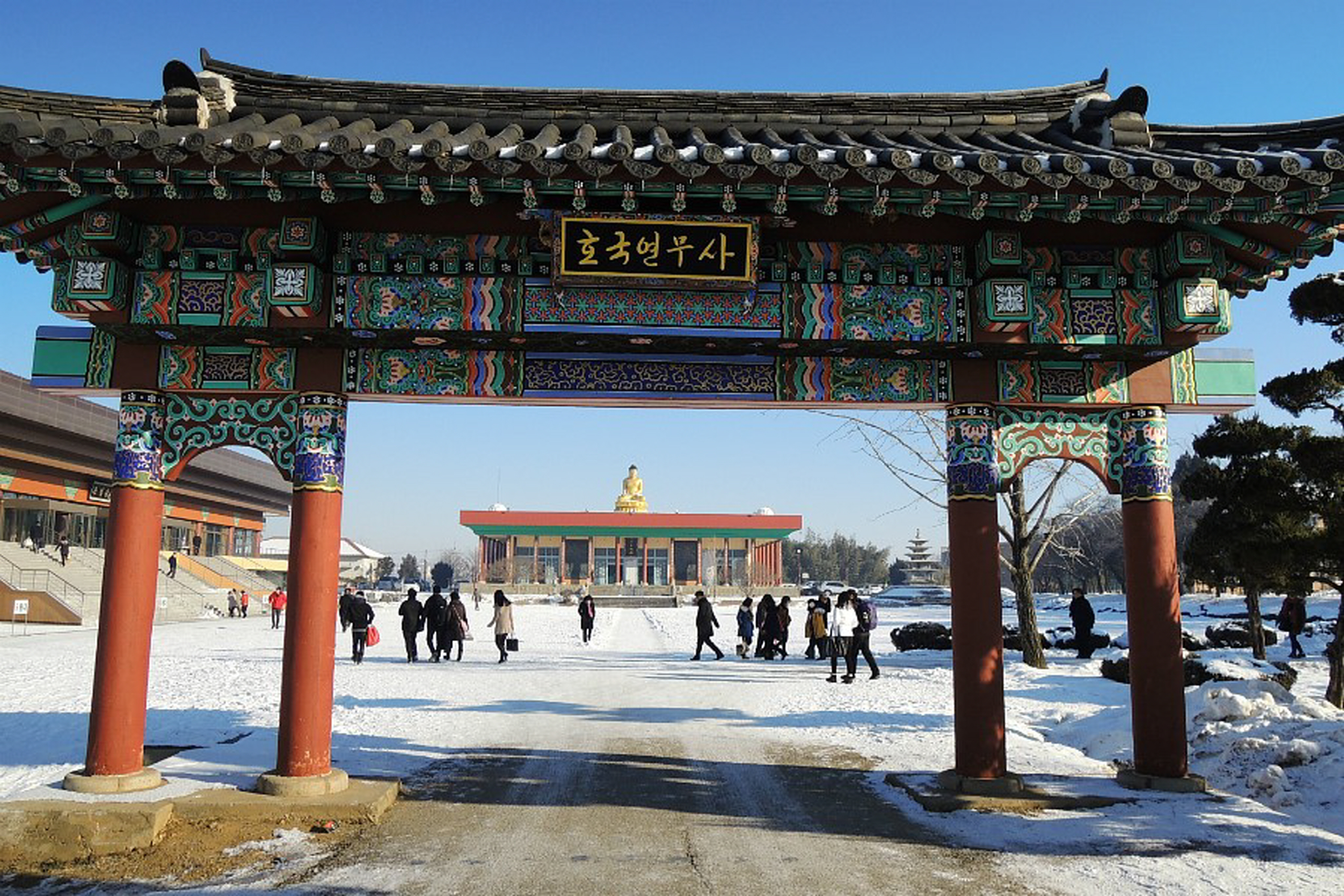
호국연무사
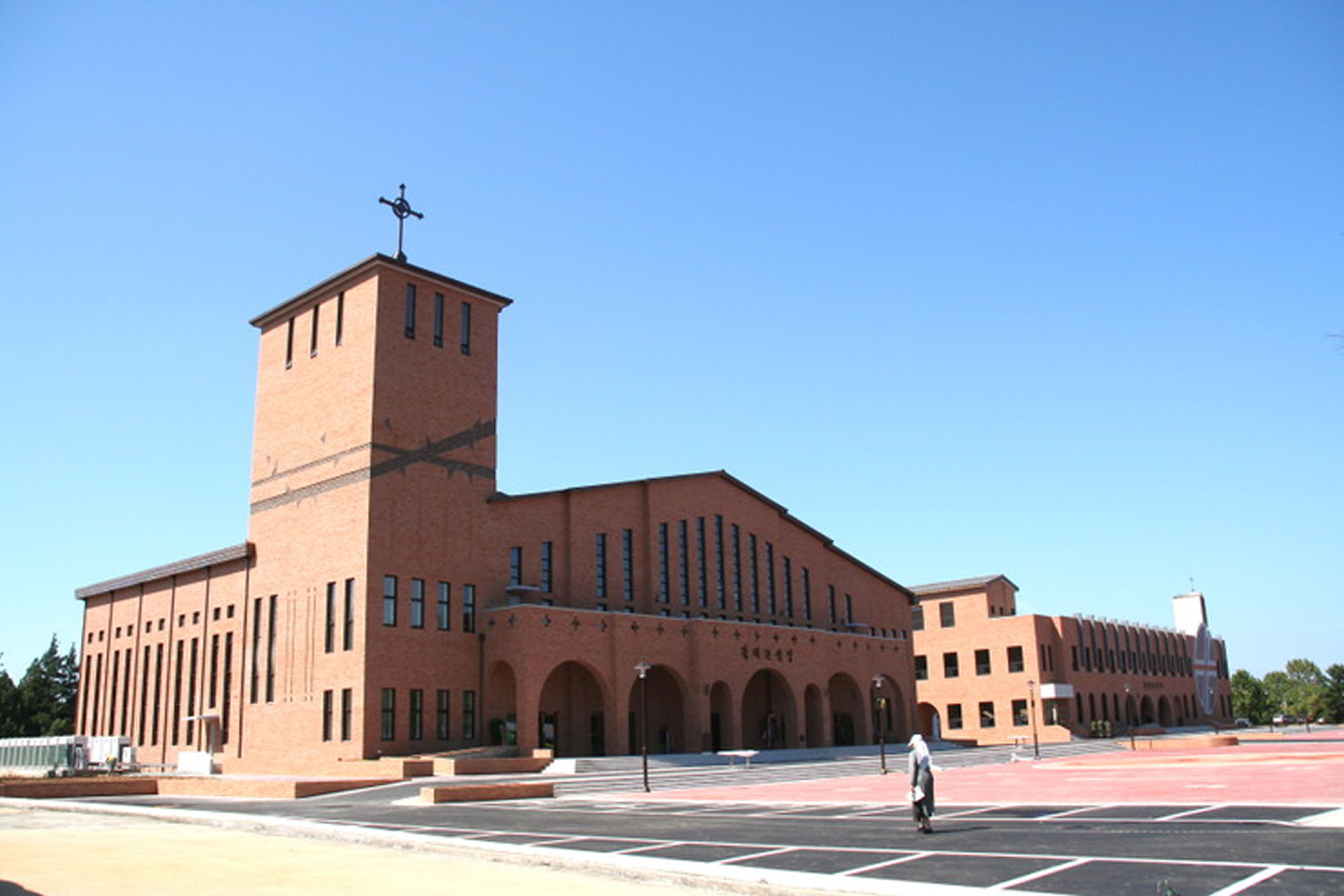
연무대성당(김대건성당)

- 호국연무사
- 연무대군인교회
- 연무대성당
- 원광대학교 다목적강당
- 육군훈련소지구병원

## 계보
- 1951년 11월 1일, 제2훈련소
- 1999년 2월 1일, 육군훈련소

## 훈련소가[10]
```
(1절)
백제의 옛 터전에 계백의 정기 맑고,

관창의 어린 넋이 지하에 혼연하니

웅장한 황산벌에 연무대 높이 섰고,

대한의 건아들이 서로 모인 이곳이

오! 젊은이의 자랑. 육군훈련소!

(2절)
창생의 독립사를 금강물에 엮으며,

대둔산 굳은 기개, 수파람이 어다냐!

끓는 피 억누르고 정의의 칼을 갈아

겨레가 가는 길에 넋이라도 바치리!

오! 이 나라의 초석. 육군훈련소!

```

## 같이 보기
- 대한민국 육군
- 신병교육대
- 기초군사훈련 (미국 육군)(영어판)
- 중화민국 육군: 청궁링
- 국방개혁 2020
- 국방개혁 307계획
- 징병제
- 징병검사
- 병역판정검사
- 대한민국의 병역 제도
- 사회복무제도